# Eumenes coarctatus
Eumenes coarctatus is een vliesvleugelig insect uit de familie van de plooivleugelwespen (Vespidae). De wetenschappelijke naam is gepubliceerd in 1758 door Linnaeus in de tiende editie van Systema naturae.
Deze wesp voedt zich met de nectar van verschillende soorten bloemen.